# Godfrey Kneller
Pour les articles homonymes, voir Kneller.
Godfrey Kneller ou Gottfried Kneller (8 août 1646 à Lübeck – 19 octobre 1723 à Londres), 1er baronnet, est un peintre de portraits anglais et britannique. Le nom qu'il portait à Lübeck est Gottfried Kniller et, c'est encore sous ce patronyme que les musées de Lübeck présentent ses œuvres.

## Biographie
Son père Zachary Kniller était un peintre et l'arpenteur en chef de la ville de Lübeck. Vers 1662, il étudie les mathématiques à l'université de Leyde avant de se tourner vers la peinture, étudiant sous Ferdinand Bol et probablement Rembrandt.
Il voyagea à Rome et à Venise de 1672 à 1675, peignant sans doute des portraits de la noblesse vénitienne, avant de s'installer en Angleterre en 1676.
Il dirige à Londres un atelier prospère produisant des répliques et des copies. Après avoir été présenté au duc de Monmouth, il reçoit des commandes du roi Charles II et est lancé en tant qu'artiste de la cour et nommé premier peintre, titre qu'il conserva sous les successeurs de ce prince. Réputé en tant que portraitiste dans la grande manière, il fait le portrait des plus grands personnages de l'époque, Newton, Charles II, Pierre le Grand, l'archiduc Charles... En 1684-1685, il vient en France, et fait le portrait de Louis XIV pour Charles II.
Peintre de cour de Jacques II et de George Ier, il est nommé peintre principal des corégents Guillaume III et de la reine Marie II en 1688.
Fait chevalier en 1692, il reçoit en 1695, en présence du roi, un doctorat honorifique en droit de l'université d'Oxford. En 1700, il est nommé chevalier du Saint-Empire romain germanique par l'empereur Léopold Ier.
En 1704, il épouse Susanna Grave. Le couple n'aura pas d'enfant. 
En 1711, il devient directeur de la London Academy of drawing and painting, la première école d'art privée de Londres, fondée avec James Thornhill et Louis Laguerre, et est réélu annuellement jusqu'en 1718. George Ier accorde à Kneller une baronnie en 1715.
Au moment de sa mort à Londres, environ cinq cents œuvres restèrent inachevées dans son atelier.
Il est enterré dans l'église paroissiale de Twickenham, où, comme marguillier en 1713, il a été responsable pour les plans de restauration de l'édifice après sa destruction par incendie (sauf la tour) cette année.

## Œuvre
Kneller a compris la nouvelle culture de son époque pour laquelle le mérite individuel était désormais considéré comme acquis et non hérité - on était un gentleman par la vertu plutôt que par le rang.
- Portrait du roi Jacques II (1684), huile sur toile, 245 × 144 cm, National Portrait Gallery[3]
- Sir Isaac Newton (1689), palais de Kensington, Londres[4]
- Le Premier marquis de Tweeddale (1695), huile sur toile, 75 × 63 cm, Tate Britain, Londres[5]
- John Smith le graveur (1696), huile sur toile, 75 × 62 cm, Tate Britain, Londres[6]
- Portraits des membres du Kit-Cat Club (en) (1705-1717), National Portrait Gallery, Londres[4]

Avant 1696, le graveur John Smith devient son principal interprète.

"
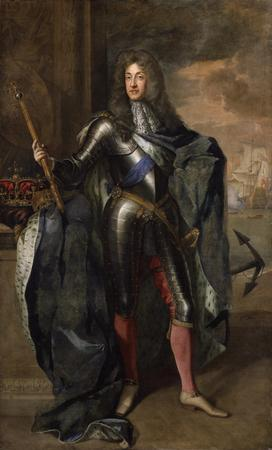
Jacques Stuart (1684) National Portrait gallery
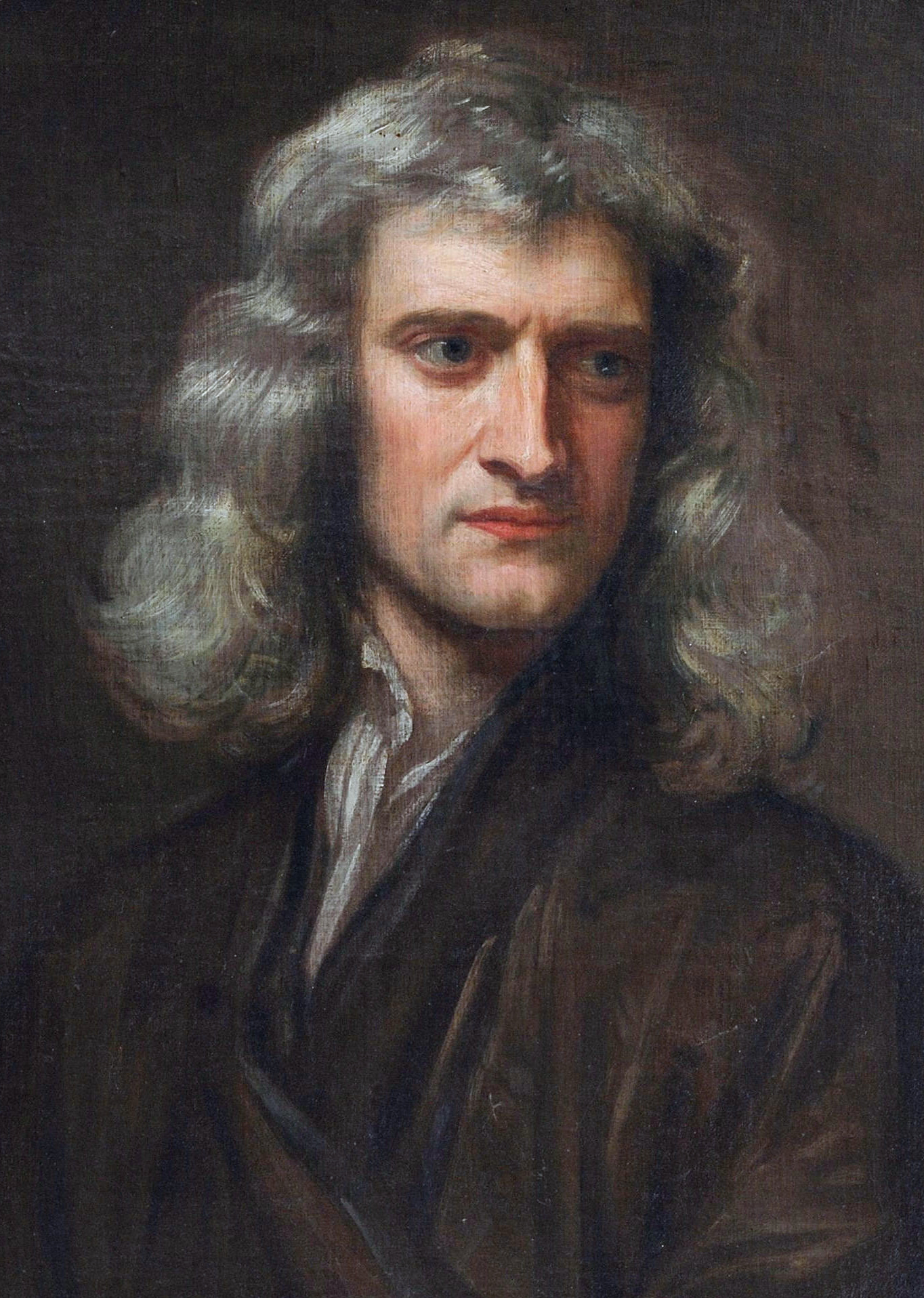
Isaac Newton (1689) Palais de Kensington
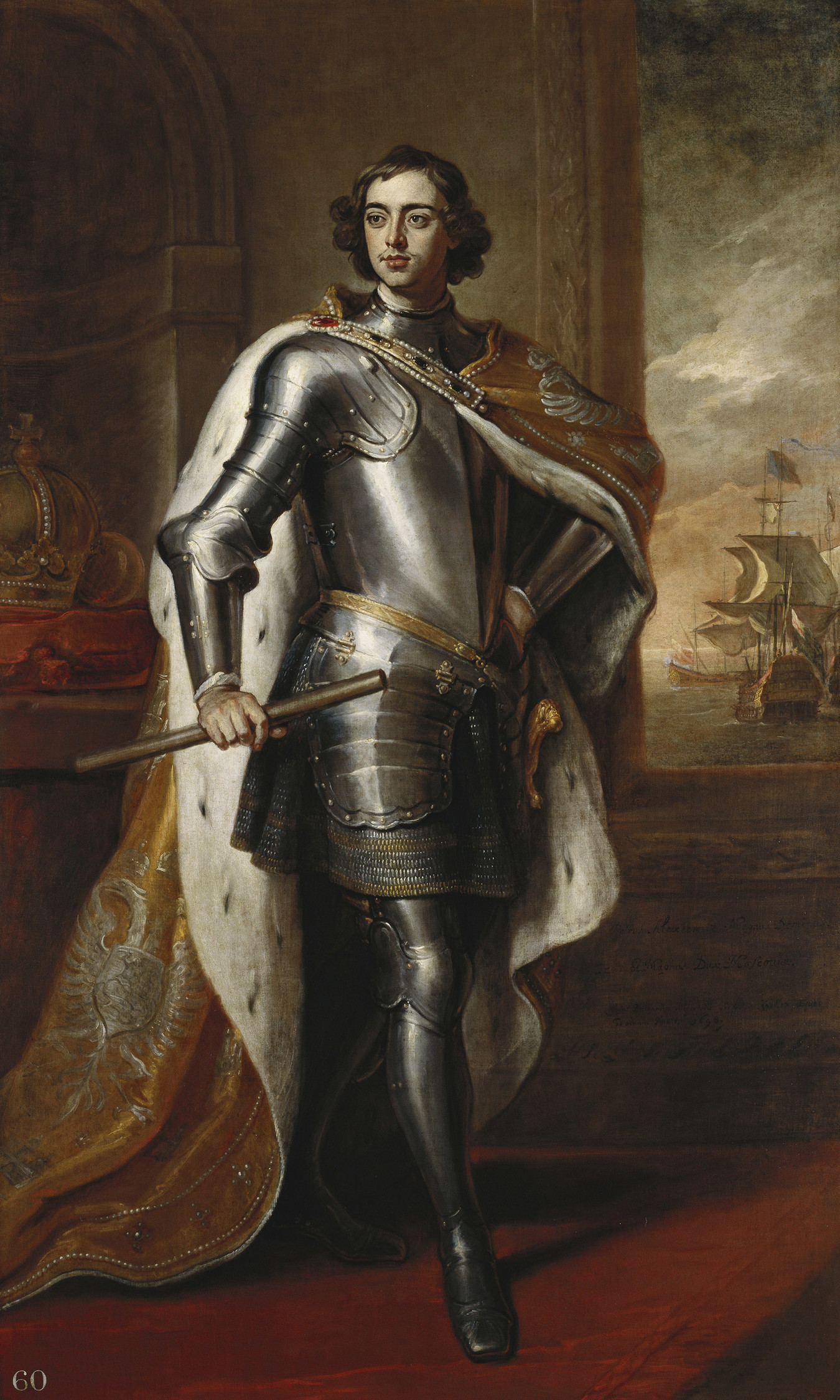
Pierre le Grand (1698)
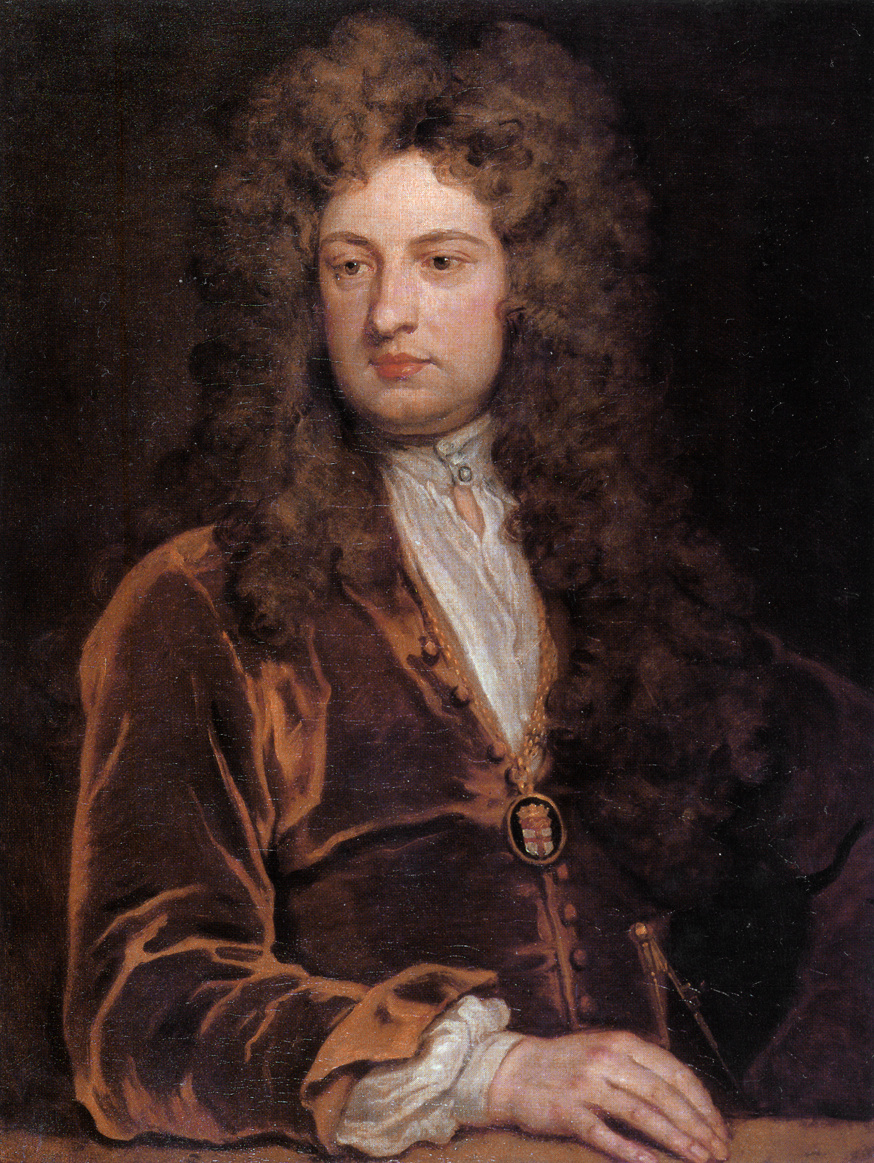
John Vanbrugh (v. 1704-1710)
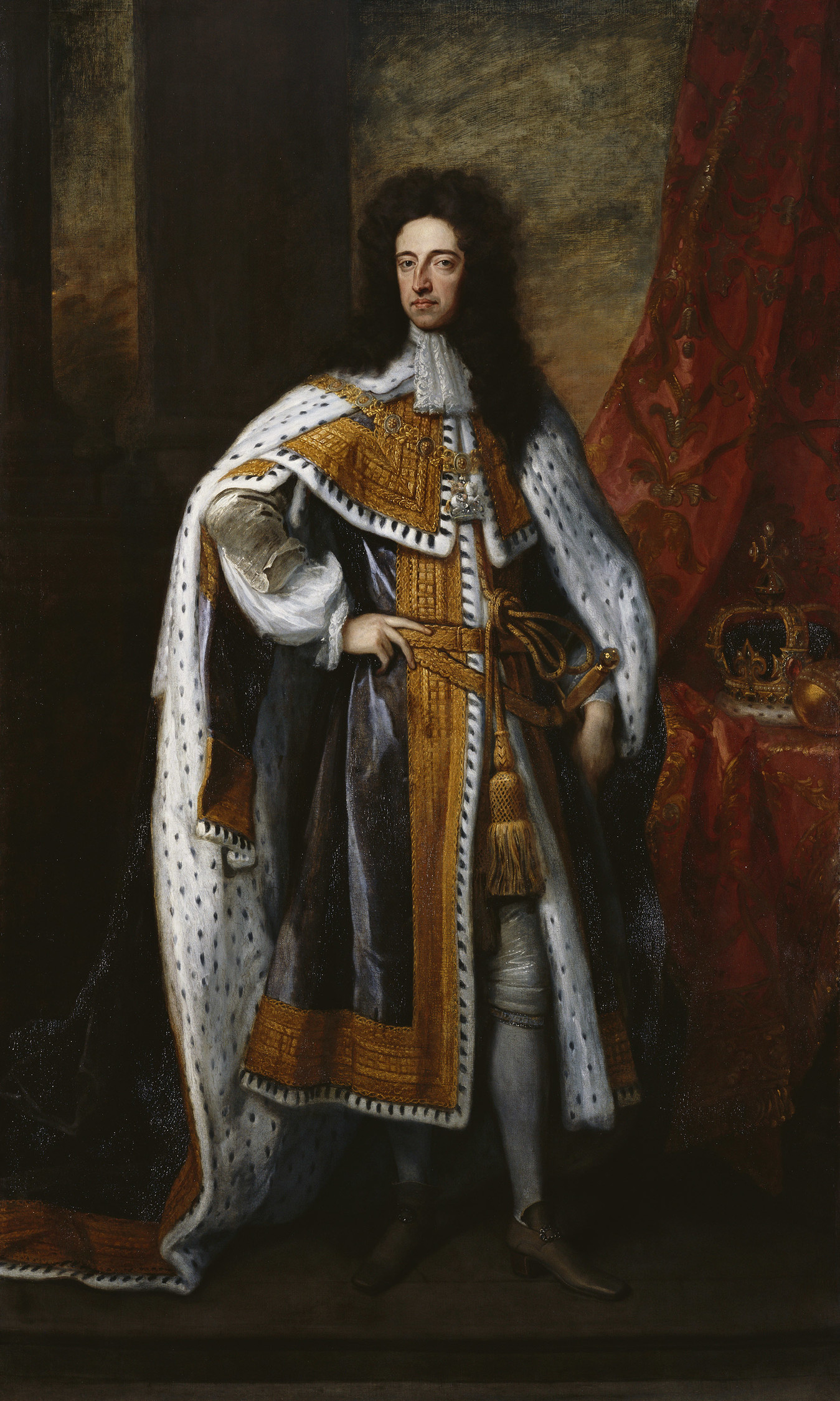
Guillaume III
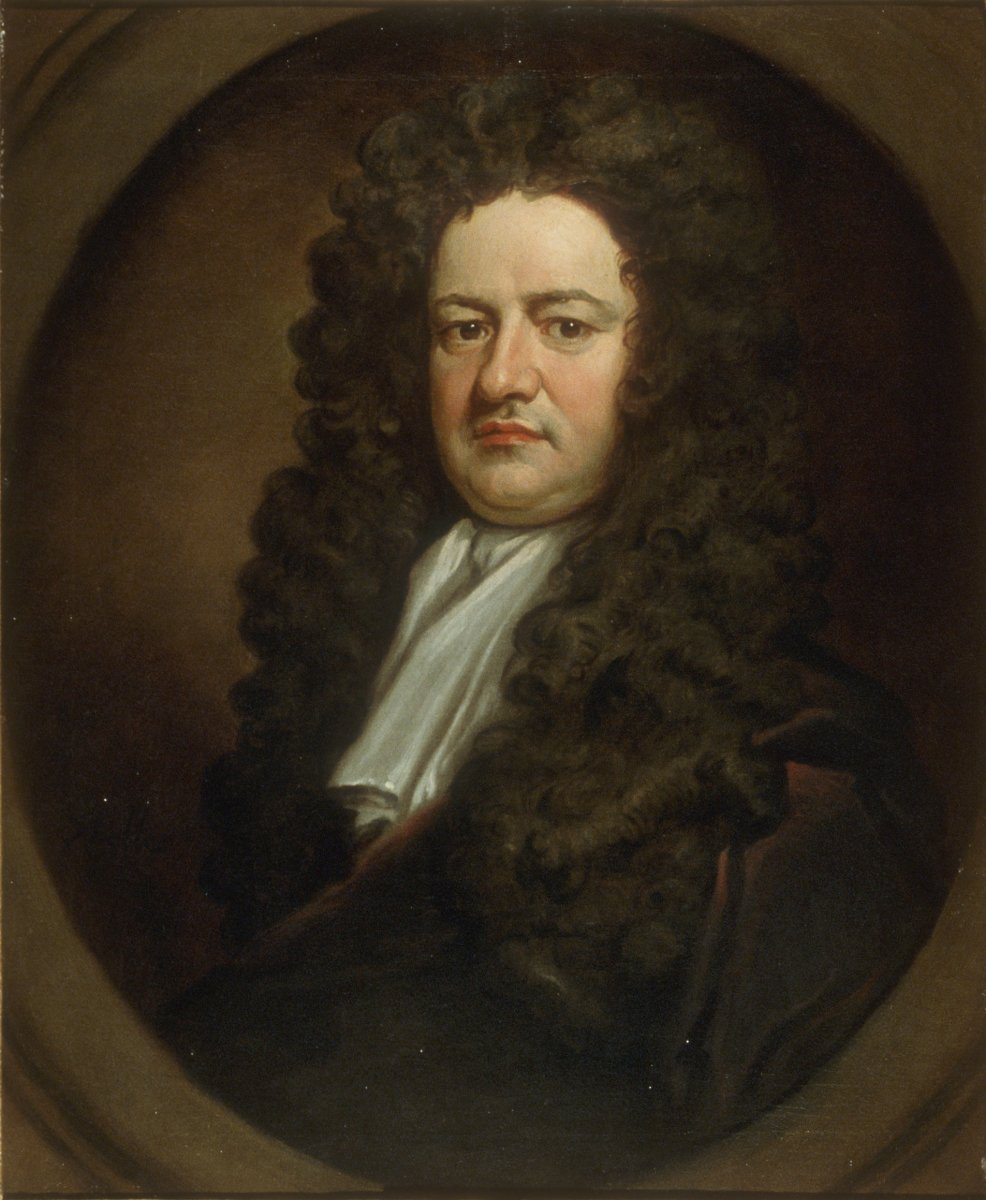
William Lowndes

### Élèves et enseignants
Kneller ouvre en 1711 à Londres avec Louis Laguerre et James Thornhill, une académie de peinture et dessin fréquentée par un grand nombre d'élèves et d'intervenants (subscribers), dont :
- Michael Dahl
- Louis Goupy et Joseph Goupy
- Charles Jervas
- Elisha Kirkall
- Marcellus Laroon le Jeune (1712-1715)
- Peter Tillemans
- John Vanderbank (1711-)
- George Vertue (1711)
- John Wootton

Il influence également des peintres tels que Petrus Johannes van Reysschoot (1702-1772), flamand actif à Londres.